# Asterodia
Asterodia je v řecké mytologii jméno několika postav:
- Asterodia, dcera Deiónea a Diomédé z Fókidy, možná[zdroj?] ta, která porodila Krisa a Panopea
- Asterodia, nymfa, dcera Okeana a Téthys, matka Apsyrta kterého měla s Aiétésem
- Asterodia, jedna z možných manželek Endymióna
- Asterodia, dcera Eurypyla a jedna z mmožných manželek Íkaria